# Estadio Rimnersvallen
El Rimnersvallen es un estadio multipropósito, pero principalmente dedicado a la práctica del fútbol, situado en la ciudad de Uddevalla, en el condado de Västra Götaland en Suecia. Sirve de sede habitual al IK Oddevold y al Uddevalla IS.

## Partidos del Mundial de 1958
Durante la VI edición de la Copa Mundial de Fútbol se jugó únicamente un partido de la primera fase.
| Fecha      | Fase         | Equipo |                   | Resultado |                    | Equipo  | Espectadores |
| ---------- | ------------ | ------ | ----------------- | --------- | ------------------ | ------- | ------------ |
| 8 de junio | Primera fase | Brasil | Bandera de Brasil | 3 - 0     | Bandera de Austria | Austria | 25 000       |

- Datos: Q1851916
- Multimedia: Rimnersvallen / Q1851916